# 아우구스트 슈트람

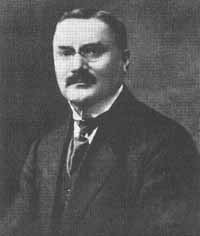
아우구스트 슈트람

아우구스트 슈트람(August Stramm, 1874년 7월 29일 ~ 1915년 9월 1일)은 독일의 극작가, 시인이다.
간단한 전보문체의 창시자로 <황야의 신부(新婦)> <사건> 등에서는 언어가 거의 원시적인 단어의 절규로 환원되고 있다. 1차대전 중에 전사했다.